# Преображенська сільська рада (Чаплинський район)
Преобра́женська сільська́ ра́да — адміністративно-територіальна одиниця та орган місцевого самоврядування в Чаплинському районі Херсонської області. Адміністративний центр — село Преображенка.

## Загальні відомості
- Територія ради: 70 км²
- Населення ради: 1 837 осіб (станом на 2001 рік)

## Населені пункти
Сільській раді підпорядковані населені пункти:
- с. Преображенка
- с. Благодатне

## Склад ради
Рада складається з 16 депутатів та голови.
- Голова ради: Симерецька Олена Михайлівна
- Секретар ради: Чухало Ірина Аркадійовна

### Керівний склад попередніх скликань
| Прізвище, ім'я, по батькові  | Основні відомості                                                 | Дата обрання | Дата звільнення |
| ---------------------------- | ----------------------------------------------------------------- | ------------ | --------------- |
| Гордієнко Володимир Іванович | Сільський голова, 1951 року народження, безпартійний              | 22.04.2007   | 01.10.2008      |
| Симерецька Олена М Ихайлівна | Сільський голова, 1969 року народження, позапартійна              | 15.03.2009   | 31.10.2010      |
| Симерецька Олена Михайлівна  | Сільський голова, 1969 року народження, освіта вища, позапартійна | 31.10.2010   |                 |

Примітка: таблиця складена за даними сайту Верховної Ради України

### Депутати
За результатами місцевих виборів 2010 року депутатами ради стали:

#### За суб'єктами висування
| Суб'єкт висування                                       | Кількість обраних депутатів | %    |
| ------------------------------------------------------- | --------------------------- | ---- |
| Народна партія                                          | 7                           | 43,8 |
| Партія регіонів                                         | 5                           | 31,3 |
| Комуністична партія України                             | 3                           | 18,8 |
| Політична партія Всеукраїнське об'єднання «Батьківщина» | 1                           | 6,3  |

#### За округами
| № округу                                                | Прізвище, ім'я, по батькові      | Дата визнання обраним | Освіта             | Партійна приналежність                        | Відомості про обраного депутата                           |
| ------------------------------------------------------- | -------------------------------- | --------------------- | ------------------ | --------------------------------------------- | --------------------------------------------------------- |
| Комуністична партія України                             |                                  |                       |                    |                                               |                                                           |
| 4                                                       | Пастощук Володимир Дмитрович     | 01.11.2010            | вища               | позапартійний                                 | приватний підприємець                                     |
| 12                                                      | Євсєєва Олена Валентинівна       | 01.11.2010            | середня спеціальна | позапартійна                                  | фельдшерсько-акушерський пункт, завідувачка               |
| 15                                                      | Швець Григорій Михайлович        | 01.11.2010            | середня            | позапартійний                                 | Ясла-садок, охоронець                                     |
| Народна Партія                                          |                                  |                       |                    |                                               |                                                           |
| 1                                                       | Сахневич Ірина Ярославівна       | 01.11.2010            | середня спеціальна | член Народної партії                          | фельдшерсько-акушерський пункт, дільнична медсестра       |
| 7                                                       | Думяк Лариса Миколаївна          | 01.11.2010            | вища               | член Народної партії                          | Преображенська загальноосвітня школа, заступник директора |
| 8                                                       | Місюрко Валентина Іванівна       | 01.11.2010            | середня            | член Народної партії                          | пенсіонер                                                 |
| 10                                                      | Куликовський Вадим Олександрович | 01.11.2010            | середня            | член Народної партії                          | ясла-садок, оператор                                      |
| 11                                                      | Лотоцькі Тетяна Володимирівна    | 01.11.2010            | середня спеціальна | член Народної партії                          | КП «Злагода», головний бухгалтер                          |
| 13                                                      | Вечірко Руслана Сергіївна        | 01.11.2010            | середня спеціальна | член Народної партії                          | Преображенська загальноосвітня школа, вчитель             |
| 16                                                      | Сінько Андрій Іванович           | 01.11.2010            | середня            | член Народної партії                          | тимчасово не працює                                       |
| Партія регіонів                                         |                                  |                       |                    |                                               |                                                           |
| 2                                                       | Породзінський Віталій Леонідович | 01.11.2010            | вища               | позапартійний                                 | тимчасово не працює                                       |
| 3                                                       | Чухало Ірина Аркадіївна          | 01.11.2010            | вища               | позапартійна                                  | Преображенська сільська рада, секретар                    |
| 5                                                       | Паньків Ольга Михайлівна         | 01.11.2010            | вища               | позапартійна                                  | тимчасово не працює                                       |
| 9                                                       | Лебідь Іван Петрович             | 01.11.2010            | вища               | член Партії регіонів                          | пенсіонер                                                 |
| 14                                                      | Никало Станіслав Степанович      | 01.11.2010            | вища               | позапартійний                                 | пенсіонер                                                 |
| Політична партія Всеукраїнське об'єднання «Батьківщина» |                                  |                       |                    |                                               |                                                           |
| 6                                                       | Бойчук Олександр Олександрович   | 01.11.2010            | вища               | член Всеукраїнського об'єднання «Батьківщина» | тимчасово не працює                                       |

## Населення
Згідно з переписом УРСР 1989 року чисельність наявного населення сільської ради становила 1873 особи, з яких 899 чоловіків та 974 жінки.
За переписом населення України 2001 року в сільській раді мешкало 1830 осіб.

### Мова
Розподіл населення за рідною мовою за даними перепису 2001 року:
| Мова       | Відсоток |
| ---------- | -------- |
| українська | 86,61 %  |
| російська  | 4,68 %   |
| білоруська | 0,76 %   |
| вірменська | 0,05 %   |
| гагаузька  | 0,05 %   |
| німецька   | 0,05 %   |
| інші       | 7,80 %   |